# Пригоди у пласкому світі
Пригоди у пласкому світі (англ. Flatmania) — анімована телепередача, що виходила у Франції (на телеканалах Франція-3 і Disney Channel), Канаді (YTV і Радіо-Канада), Німеччині (Nick), США (Animania) та Великій Британії (на POP). Заснований на візуальному стилі, створеному Анна-Кароліною Пандолфо та Ізабеллою Сімлер. Серіал розповідає про справжнього підлітка, який потрапив до паперового світу Флетманії (серії журналів).

## Стиль анімації
Стиль анімації Пригод у пласкому світі дуже особливий. Через те, що герої паперово пласкі, спецефекти використовувалися так, щоб паперові люди при повороті чи вигляді збоку були пласкими, наче папір. Ця техніка також передбачає паперові трансформації, що означає те, що герої можуть бути складені наче оригамі.

## Сюжет
Вінсент (англ. Vincent) — 13-річний підліток, котрий придбав повну серії журналів під назвою Флетманія. Журнали виглядають чарівно, й насправді такими є, оскільки Вінсент переміщується крізь вир і стає пласким, як аркуш паперу. Під час прибуття він зустрічає Каю (англ. Kyu), іншого підлітка зі світу журналів. Ставши пласким, Вінсент повинен повернутися до реального світу.
У кожному епізоді Вінсент і Кая прибувають до нового журналу та повинні знайти портал, що відправить їх до наступного.